# Orlando Duque
Orlando Duque (Cali, Valle del Cauca, 1974. szeptember 11. –) világbajnok kolumbiai szupertoronyugró.

## Élete
2009-ben a Red Bull sziklaugró-világsorozatának (Red Bull Cliff Diving World Series) összetett bajnoka. 2013-ban Barcelonában, 38 évesen – az úszó-világbajnokságok történetében első alkalommal – a 27 méteren rendezett férfi szupertoronyugrás aranyérmese lett, mindössze kilenc tizeddel megelőzve a brit versenyzőt, Gary Huntot. Ezzel a teljesítményével hazája első vizes világbajnoki aranyérmét szerezte. Indult a 2015-ös kazanyi vb-n is, de csak a 6. helyen végzett, négy évvel később Kvangdzsuban pedig kilencedik.